# Elatostema paivaeanum
Elatostema paivaeanum es una especie de planta del género Elatostema, perteneciente a la familia Urticaceae.

## Taxonomía
Elatostema paivaeanum fue descrita por Hugh Algernon Weddell en 1869.

## Distribución
Se encuentra en el territorio oeste de África tropical hasta Tanzania y el norte de Malaui.